# Euphorbia eduardoi
Euphorbia eduardoi es una especie fanerógama perteneciente a la familia de las euforbiáceas.  Es originaria de Angola.

## Descripción
Es una planta suculenta, espinosa, con forma de árbol candelabriforme que alcanza un tamaño de 10 m de altura, con un robusto y ramificado tronco desnudo, cilíndrico o con 5-6-ángulos, a menudo con los restos astillados producido por las ramas caídas por debajo de la corona que es ± relativamente pequeña,

## Ecología
Se encuentra en suelos pedregosos y colinas rocosas, con distribución dispersa en el hábitat del desierto, a 550 m altitud en Angola y Namibia.
Se cree que la especie es de relativamente larga duración (las ramas bajas de los árboles más pequeños tenían ± 23 segmentos). La especie está cercana de Euphorbia fortissima y Euphorbia virosa.

## Taxonomía
Euphorbia eduardoi fue descrita por Leslie Charles Leach y publicado en Boletim da Sociedade Broteriana, sér. 2 42: 161. 1968.
Etimología
Euphorbia: nombre genérico que deriva del médico griego del rey Juba II de Mauritania (52 a 50 a. C. - 23), Euphorbus, en su honor – o en alusión a su gran vientre –  ya que usaba médicamente Euphorbia resinifera. En 1753 Carlos Linneo asignó el nombre a todo el género.
eduardoi: epíteto otorgado en honor del botánico portugués Eduardo José Santos Moreira Mendes (1924- ), quien recolectó la planta en Angola.